# Catedral metropolitana de Asunción
La Catedral Metropolitana de Asunción (o Catedral Metropolitana de Nuestra Señora de la Asunción) es el principal templo católico de Asunción. Se encuentra en el Barrio Catedral, en pleno centro histórico de la capital del Paraguay. Fue la primera diócesis del Río de la Plata y pertenece a la arquidiócesis de Asunción.
El último modelo actual fue construida durante el gobierno de Carlos Antonio López e inaugurada en 1845. Está dedicada a la Virgen de la Asunción, patrona de la ciudad capital del país. Posee un altar mayor revestido en plata.

## Historia

### Inicios
Desde sus orígenes, la citada iglesia se llamó de La Encarnación, fue construida con madera y barro en 1539, pero con el incendio de Asunción, el día 4 de febrero de 1543, se quemó la iglesia y casi todo el pueblo.
El gobernador de ese entonces, Alvar Núñez Cabeza de Vaca, ordenó la reedificación de la iglesia, cerca de la barranca y más amplia que la anterior. La "Iglesia mayor de Asunción", fue la primera edificada en la única ciudad de toda la región del Plata, fue asiento de la primera Catedral de Asunción, erigida el 10 de enero de 1548, bajo la advocación de la Santísima Virgen, nombrada después Virgen a la Asunción, por María.
Conforme al deseo del Obispo de Casas "de hacerla de nuevo en parte más retirada del río", la nueva edificación se construyó más arriba, en el sitio donde hoy está la actual Catedral. Gutiérrez, en su obra "Evolución Urbanística y Arquitectónica del Paraguay", dice que ese traslado fue debido a las inundaciones que modificaron el perfil de la barranca. La reubicación para la Catedral se inició el 8 de febrero de 1687, cinco meses después de la muerte del Obispo Faustino de Casas. Fue inaugurada el 30 de noviembre de 1689.

### Modelo actual
Con la llegada de los cónsules Carlos Antonio López y Mariano Roque Alonso al Gobierno del Paraguay, se decidió demoler nuevamente la antigua construcción de la catedral, que no contaba ni siquiera con un campanario, para reemplazarlo con uno más moderno y acorde a su función de Catedral Principal del Paraguay.
El templo fue diseñado por el Arquitecto Militar Pascual Urdapilleta, quien además trabajó en la refacción del Centro Cultural de la República. Su construcción inició el 10 de mayo de 1842 y ayudaron en ella Carlos Zucchi, Patricio Aquino y Tomás Berges. El 27 de octubre de 1845 se bendijo la nueva catedral aun sin terminar. Fue bendecida por el vicario general monseñor Pedro José Moreno, ya que por enfermedad no pudo cumplir con tan importante compromiso, el obispo diocesano monseñor Basilio López. Desde entonces la catedral continúa con la arquitectura neoclásica construida en el siglo XIX, hasta la actualidad.

### Visita de Pontífices
En su visita oficial y pastoral al Paraguay el Papa Juan Pablo II tuvo un Encuentro con los sacerdotes, religiosos, religiosas y seminaristas  el 17 de mayo de 1988.
El sábado 11 de julio de 2015 por la tarde, el sumo pontífice de la Iglesia Católica en ese entonces, el Papa Francisco, llegó a la catedral para la Celebración de las vísperas con obispos, sacerdotes, diáconos, religiosos, religiosas, seminaristas y movimientos católicos.